# 梅花皮の滝
梅花皮の滝（かいらぎのたき）は、山形県西置賜郡小国町にある滝。世界百名瀑のひとつ。

## 概要
飯豊連峰の梅花皮沢に位置する滝。7段で構成される段瀑の滝で、総落差270mは日本の滝の中では称名滝に続き二番目に大きいとされる。
梶川尾根にある滝見場から、石転び雪渓と共に滝を見ることができる。滝見場から梅花皮の滝までの距離は1.6キロ離れている。雪渓の量が多く、天狗平までの通行が解除された年に限り見ることができ、期間も5月下旬から6月上旬頃と1年を通してほぼ見られない時期が長い。梅花皮の滝までの山道は非常に険しく危険とされ、小国町の公式サイトでは一般観光客の立ち入りの遠慮を呼び掛けている。
梶川尾根以外は滝までの距離が約5km離れている倉手山の山頂からも望遠鏡を使い見ることができるが、こちらも辿り着くには非常に険しい登山道となっている。車で行くことのできる樽口峠の展望台からもわずかながら眺めることができるが、滝との距離は8kmも離れている。この通り、安易に近づくことができず、眺めに行くことも非常に困難なことから、幻の大滝とされている。